# George Enescu
George Enescu (v Franciji znan kot Georges Enesco), romunski klasični operni skladatelj, violinist, pianist, dirigent in pedagog, * 19. avgust 1881, Liveni, † 4. maj 1955, Pariz. Mnogi ga štejejo za najpomembnejšega glasbenika v Romuniji.

## Življenjepis
Rodil se je v Romuniji, v vasi Liveni (kasneje so ga v njegovo čast preimenovali v George Enescu) v okrožju Dorohoi takrat, danes Botoşani. V zgodnjem otroštvu je pokazal veliko glasbeno nadarjenost. Enescu je že v zgodnjih letih začel eksperimentirati s komponiranjem. Ohranjenih je več večinoma zelo kratkih del, vsa za violino in klavir. Najzgodnejše daljše delo ima naslov Pămînt românesc (Romunska dežela) s pripisom: "opus za klavir in violino Georgea Enesca, romunskega skladatelja, starega pet let in četrt".  Kmalu zatem ga je njegov oče predstavil profesorju in skladatelju Eduardu Caudelli. 5. oktobra 1888 je s sedmimi leti postal najmlajši študent, ki je bil kdaj sprejet na dunajski konservatorij, kjer je študiral z Josephom Hellmesbergerjem mlajšim, Robertom Fuchsom in Sigismundom Bachrichom. Bil je drugi, ki je bil sprejet na tej univerzi pri tej starosti (po predpisih mlajši od 14 let ne more študirati na dunajskem konservatoriju), prvi je bil Fritz Kreisler (leta 1882, tudi star sedem let), in prvi Neavstrijec. 
Leta 1891 je imel desetletni Enescu zasebni koncert na Dunaju, na katerem je bil tudi Franc Jožef . 
Joseph Hellmesberger starejši, eden od njegovih učiteljev in direktor dunajskega konservatorija, je Enesca povabil k sebi domov, kjer je spoznal  Johannesa Brahmsa, svojega idola. 
Diplomiral je pred svojim 13. rojstnim dnem in si zaslužil srebrno medaljo. Mladi Enescu je na dunajskih koncertih igral dela Bramsa, Sarasateja in Mendelssohna. Leta 1895 je odšel v Pariz in nadaljeval študij. Violino je študiral z Martinom Pierrom Marsickom, harmonijo z Andréjem Gedalgem in kompozicijo z Julesom Massenetom in Gabrielom Fauréjem.
Od leta 1895 do 1899 je študiral na konservatoriju v Parizu. André Gedalge je dejal, da je bil »edini [med njegovimi učenci], ki je resnično imel ideje in duha«. 
6. februarja 1898, ko je bil star 16 let, je v Parizu predstavil svoje prvo zrelo delo Poema Română skupaj s francoskim filharmoničnim orkestrom Colonne (takrat eden najuglednejših na svetu), ki ga je vodil Éduard Colonne.
Na številna Enescova dela je vplivala romunska ljudska glasba, njegove najbolj priljubljene skladbe pa so bile Romunske rapsodije (1901–1902), opera Ojdip (1936) in suite za orkester. Napisal je tudi pet simfonij (dve sta nedokončani), simfonično pesnitev Vox maris in veliko komorne glasbe (tri sonate za violino in klavir, dve za violončelo in klavir, trio za klavir, dve godali in dva klavirska kvarteta, oktet za godala, klavirski kvintet in komorno simfonijo za 12 samostojnih instrumentov). Mladi Ravi Šankar se je v šestdesetih letih spomnil, kako  je Enescu, ki  ga je zelo zanimala orientalska glasba, vadil z njegovim bratom Udayem Šankarjem in njegovimi glasbeniki. Približno ob istem času je Enescu vzel mladega Yehudija Menuhina na mednarodno kolonialno razstavo v Pariz, kjer ga je predstavil indonezijskemu  gamelanskemu orkestru. 
8. januarja 1923 je prvič nastopil kot dirigent na koncertu Filadelfijskega orkestra v Carnegie Hallu v New Yorku, nato pa se je pogosto vračal v ZDA. V 20-ih letih 20. stoletja je Enescu v Ameriki posnel ploščo kot violinist. Kot dirigent je nastopal s številnimi ameriškimi orkestri, leta 1936 pa je bil eden od kandidatov, ki naj bi zamenjal Artura Toscaninija kot stalni dirigent Newyorške filharmonije. Leta 1932 je bil Enescu izvoljen za častnega člana romunske akademije. Leta 1935 je dirigiral simfoničnemu pariškemu orkestru in Yehudiju Menuhinu (ki je bil njegov učenec že leta 1927) pri Mozartovem violinskem koncertu št. 3 v G-molu. Med letoma 1937 in 1938 je dirigiral Newyorškemu filharmoničnemu orkestru. Leta 1939 se je poročil z Marijo Rosetti (znana kot princesa Cantacuzino po prvem možu Mihailu Cantacuzinu), dobro prijateljico romunske kraljice Marije. Med bivanjem v Bukarešti je Enescu živel v Cantacuzinovi palači na Calea Victoriei (zdaj muzej Georgea Enesca, posvečen njegovemu delu). 
Živel je v Parizu in Romuniji, vendar je po drugi svetovni vojni in sovjetski zasedbi Romunije  ostal v Parizu.
Bil je tudi učitelj violine. Med njegovimi učenci so bili Yehudi Menuhin, Christian Ferras, Ivry Gitlis, Arthur Grumiaux, Serge Blanc, Ida Haendel, Uto Ughi in Joan Field. Uveljavljal je sodobno romunsko glasbo, igral dela Constantina Silvestrija, Mihaila Jore, Jonela Perleaja in Marţiana Negreaja. Enescu je za solo violino priredil Bachove sonate in partiture Himalaja za violiniste. Opisana različica tega dela združuje Enescovo zvočnost, tempo, muzikaličnost, izraz. .
Pokopan je na pokopališču Père Lachaise v Parizu.
Danes mu je v Bukarešti posvečen muzej v Cantacuzinovi palači; njegova hiša v Dorohoiu je prav tako odprta za javnost. Simfonični orkester v Bukarešti in Festival Georgea Enesca, ki ga je ustanovil njegov prijatelj, glasbeni zagovornik in nekdanji sodelavec George Georgescu, se imenujeta po njem  v njegovo čast . Nedavno je bilo mednarodno letališče Bacău preimenovano v mednarodno letališče Georgea Enesca. 

## Odziv
Pablo Casals je Enesca opisal kot »največjega glasbenika po Mozartu« in »enega največjih genijev sodobne glasbe«. Romunska kraljica Marija je v svojih spominih zapisala, da je bilo »v Georgeu Enescu  resnično zlato«. Yehudi Menuhin, najbolj znan Enescov učenec, je nekoč rekel o svojem učitelju: »On bo ostal zame absolutnost, s katero sodim druge« in »Enescu mi je dal svetlobo, ki je vodila moj celoten obstoj«. Rekel je tudi, da je »najbolj izredno človeško bitje, največji glasbenik z največjim vplivom«, ki ga je kdaj koli doživel. Vincent d'Indy je trdil, da bi lahko iz spomina Georgea Enesca vse rekonstruirali, če bi bila Beethovnova dela uničena. [20] Alfred Cortot, eden največjih pianistov vseh časov, je nekoč dejal, da je imel Enescu, čeprav predvsem violinist, boljšo klavirsko tehniko kot on sam.
Blizu Moinestija je dvorec v Tescaniju, ki ga je Enescova žena podarila romunski državi s pogojem, da tu zgradi kulturni center za umetnike. V Liveni je hiša, v kateri je skladatelj zrasel. Spominska hiša Georgea Enesca je v Sinaii (Villa Luminiş, soseska Cumpatul). V dvorcu v Tescaniju v Bacauu (Kulturni center Rosetti-Tescanu) je romunska država v osemdesetih letih odprla ustvarjalno središče, v katerem so nastajala literarna dela (Jurnalul de la Tescani, Andrei Plesu) na letnih kampih slikarstva in filozofije.
Hiša materinega dedka v Mihăileni, v kateri je Enescu preživel del svojega otroštva, je do leta 2014 zelo propadla. Avgusta 2014 so jo rešili prostovoljni arhitekti.
Sonata št. 3, Balada za solo violončelo Eugèna Ysaéeja, je bila posvečena Enescu.

## Izbor del

### Opera
- Ojdip, lirična tragedija v štirih dejanjih, libreto Edmond Fleg, opus 23 (1910–31)

### Simfonije
- Simfonija št. 1 v Es-molu, opus 13 (1905)
- Simfonija št. 2 v A-molu, opus 17 (1912–14)
- Simfonija št. 3 v C-molu z zborom, opus 21 (1916–18)
- Simfonija št. 4 v E-molu (1935, dokončal Pascal Bentoiu leta 1996)
- Simfonija št. 5 v D-duru z ženskim zborom in tenorjem solo (1941, dokončal Pascal Bentoiu leta 1995)

### Druga orkestralna dela
- Poème Roumain, simfonična suita za orkester, opus 1 (1897)
- Romunska rapsodija št. 1 v A-molu, opus 11 (1901)
- Romunska rapsodija št. 2 v D-duru, opus 11 (1901)
- Orkestralna suita št. 1 v C-duru, opus 9 (1903)
- Orkestralna suita št. 2 v C-duru, opus 20 (1915)
- Orkestralna suita št. 3 v D-molu Suite Villageoise, opus 27 (1937–38)

Komorna dela: 
godalni kvarteti, sonate, druga komorna dela, klavirska glasba

### Komorna dela
violinski kvarteti, sonate, klavirske skladbe itd.